# Rob Halford
Robert John Arthur "Rob" Halford, född 25 augusti 1951 i Sutton Coldfield, West Midlands, är en brittisk sångare. 
Rob Halford har gjort sig mest känd som sångare i heavy metal-bandet Judas Priest, där han var medlem mellan 1973 och 1992, samt från och med juli 2003. Under frånvaron på 1990- och 2000-talet bildade han i tur och ordning banden Fight, 2wo och Halford. 
Halford har ungefär fyra oktavers röstomfång. Han kom med i Judas Priest genom att hans syster dejtade gruppens basist Ian Hill (de skulle senare gifta sig samt skilja sig) som upptäckte att han kunde sjunga. Halford meddelade i början av 1998 att han är homosexuell i MTV News.
Han bor för närvarande huvudsakligen i Phoenix, Arizona i USA, men har också hus i San Diego, Kalifornien och i Amsterdam i Nederländerna, samt i sin hemtrakt Walsall, Storbritannien.

## Diskografi

### Judas Priest
- Rocka Rolla  (1974)
- Sad Wings of Destiny  (1976)
- Sin After Sin  (1977)
- Stained Class  (1978)
- Hell Bent for Leather  (1978)
- Unleashed in the East (1979)
- British Steel  (1980)
- Point of Entry  (1981)
- Screaming for Vengeance (1982)
- Defenders of the Faith (1984)
- Turbo  (1986)
- Priest...Live!  (1987)
- Ram It Down  (1988)
- Painkiller  (1990)
- Angel of Retribution  (2005)
- Nostradamus (2008)
- Redeemer of Souls (2014)
- Firepower (2018)

### Fight
- War Of Words (1993)
- Mutations EP (1994)
- A Small Deadly Space (1995)

### 2wo
- Voyeurs (1997)

### Halford
- Resurrection (2000)
- Live Insurrection (2001)
- Crucible (2002)
- Halford 3 - Winter Songs (2009)
- Halford IV - Made of Metal (2010)

### Five Finger Death Punch
- Lift Me Up - The Wrong Side Of Heaven And The Righteous Side Of Hell (2013)

### In This Moment
- Black Wedding feat. Rob Halford - Ritual (2017)